# (464520) 2016 CE5
(464520) 2016 CE5 es un asteroide perteneciente al cinturón de asteroides, descubierto el 24 de octubre de 1995 por el equipo Spacewatch desde el Observatorio Nacional de Kitt Peak (Arizona, Estados Unidos).